# Collage

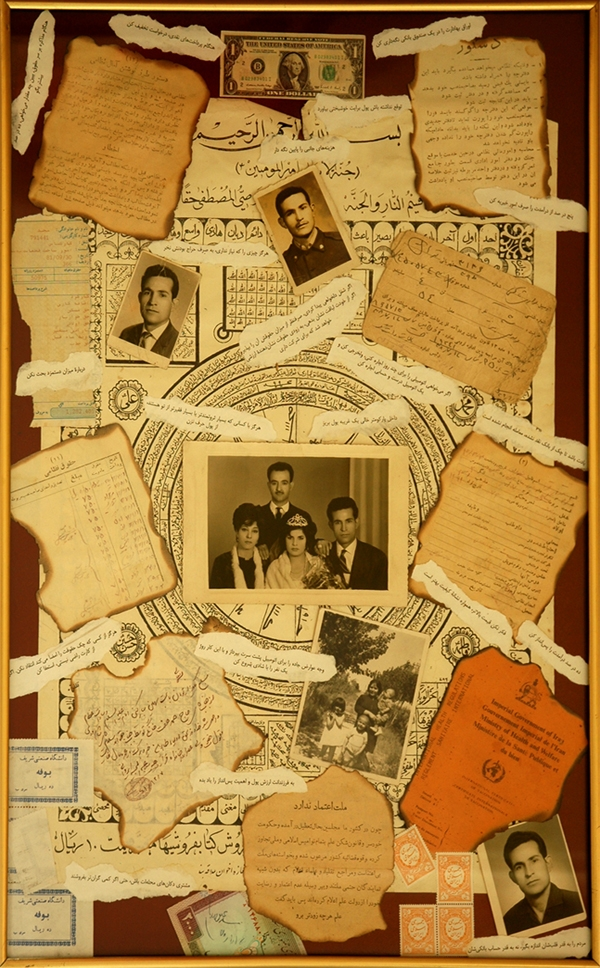
Collage - Majid Farahani

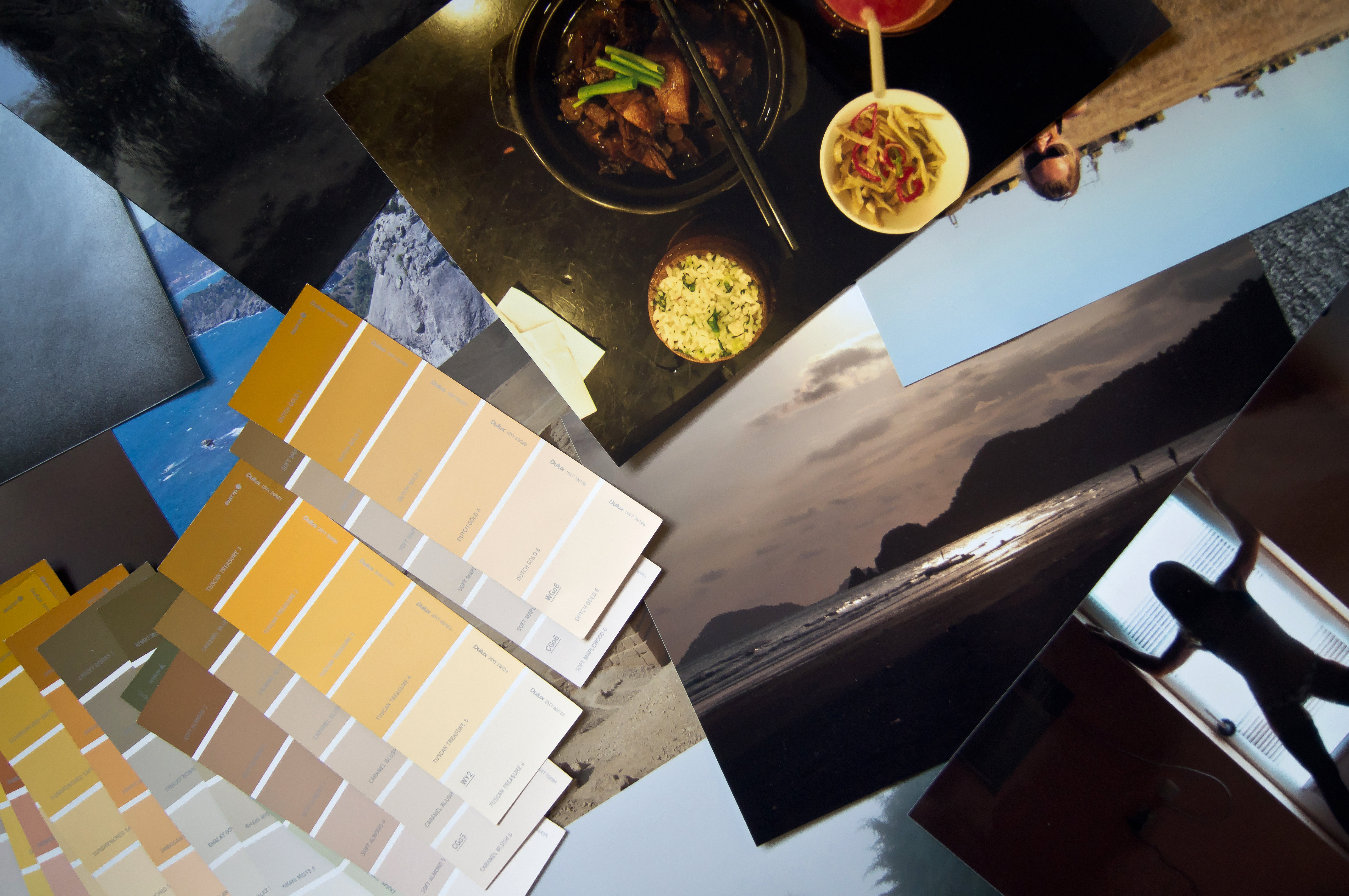
Collage

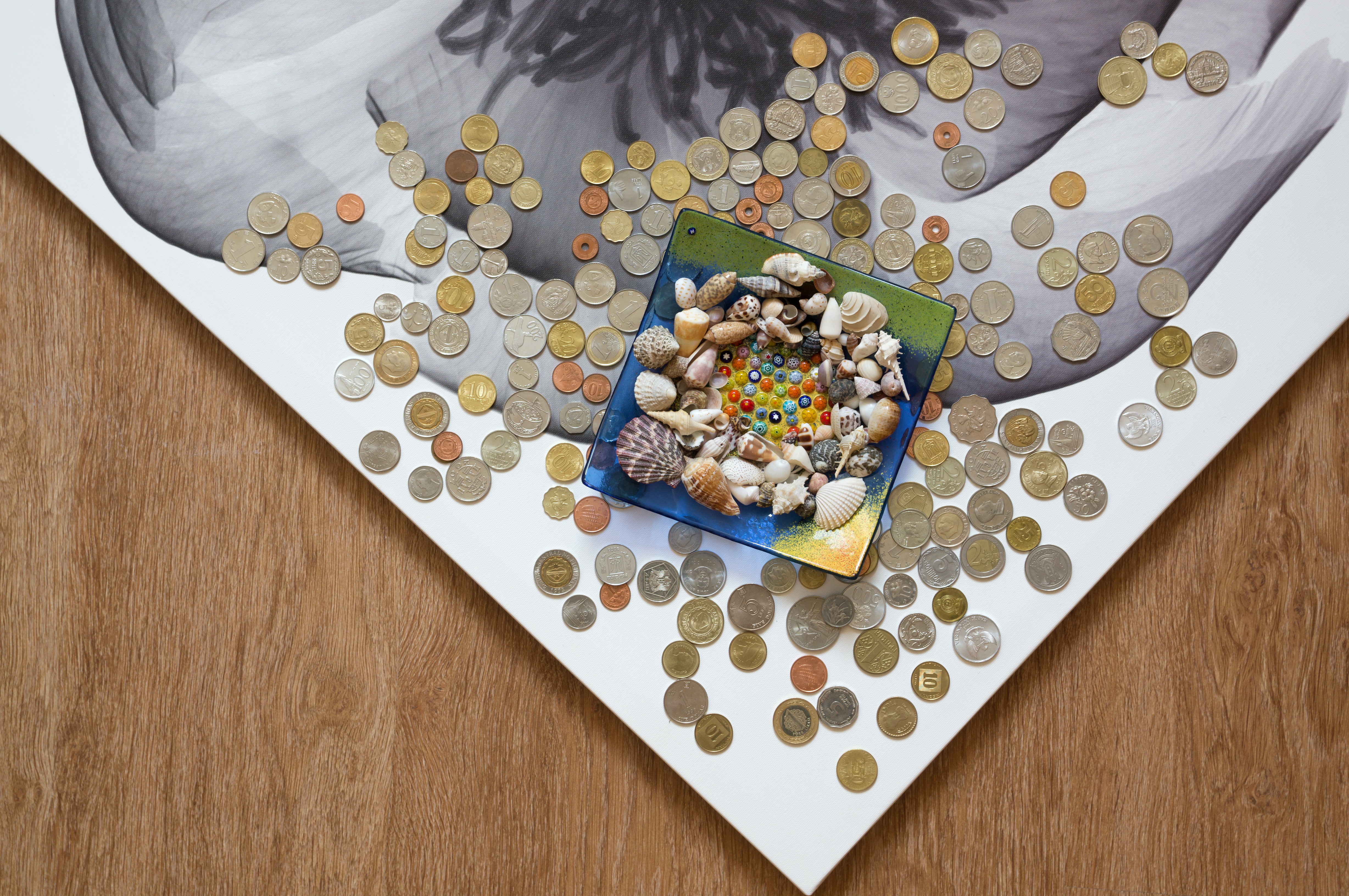
Collage

Il collage («incollatura» in francese) è una tecnica per creare opere d'ogni tipo (scolastico, ludico, artigianale, artistico, d'arte povera) sovrapponendo e incollando carte, fotografie, oggetti, ritagli di giornale o di rivista. Con il tempo il termine ha iniziato ad indicare non solo la tecnica ma anche le opere stesse per metonimia.
Queste opere o composizioni sono realizzate con l'utilizzo di materiali diversi incollati su un supporto che può essere di vario tipo ma generalmente rigido.

## Gli esordi nell'arte
La tecnica del collage venne adottata agli inizi del Novecento per la creazione di opere d'avanguardia, principalmente da esponenti del Cubismo ed in particolare Braque e Picasso, che lo adottò sin dall'autunno del 1912 con i cosiddetti papiers collés, ma che oltre alla carta utilizzò ben presto anche pacchetti di sigarette, scatole di fiammiferi, carte da gioco. Si concretizzò una sorta di polimaterismo che condusse sia ad una corrente collage classico, sfociante nel Futurismo e nell'Astrattismo di tendenza geometrica, sia a una corrente tridimensionale, chiamata più precisamente assemblage che trovò grande spazio nei movimenti Neo-Dada, nella Pop art e nel Nouveau realisme.
Secondo molti il primo in assoluto a trasformare questa tecnica in una forma d'arte e a presentarla al pubblico fu John Heartfield nel 1924 che la usò come terribile arma satirica contro Hitler e il Nazismo, applicandosi prevalentemente su materiale fotografico. 
George Grosz, ricorda nei suoi scritti: «Quando John Heartfield ed io inventammo il fotomontaggio, nel mio studio, alle cinque di una mattinata di maggio nel 1916, nessuno dei due aveva idea delle sue enormi potenzialità, né della strada spinosa ma piena di successo che ci avrebbe aspettato. Come spesso succede nella vita eravamo inciampati in un filone d'oro senza nemmeno accorgercene».
Tra gli altri precursori ricordiamo Raoul Hausmann, Hannah Höch, Paul Citroen, Michael Mejer e in genere tutti gli artisti di riferimento di movimenti come Bauhaus e Dada e addirittura il Surrealismo: Max Ernst, ad esempio utilizzava per i propri lavori incisioni b/n di inizio secolo.
Il collage viene utilizzato anche dai futuristi italiani e da numerosi artisti lungo il corso del ventesimo secolo, tra questi è giusto ricordare Robert Rauschenberg, uno dei principali maestri di questa tecnica, denominata più precisamente combines e nome di spicco della Pop art che mette in evidenza oggetti e frammenti della vita quotidiana nello spirito del movimento stesso.

## Ilcollagenella seconda metà del Novecento
L'artista italiano Mimmo Rotella a partire dagli anni '50 sperimentò una tecnica apparentemente opposta denominata décollage realizzata mediante strappi su poster e materiali pubblicitari. 
Negli anni '60 un altro italiano, Enrico Accatino, introdusse il termine Carte Costruite, collages realizzati con carte precedentemente preparate a tempera o acrilico. Nell'ambito della humor grafica la tecnica del collage con cartoncino è la tecnica che caratterizza l'opera di Mario De Donà, noto anche con lo pseudonimo di Eronda, artista molto attivo negli anni '70 e '80. 
Il collage è una delle tecniche più utilizzate, inoltre, dagli artisti appartenenti al movimento artistico della Pop art.

## Ilcollagenella pedagogia
Il collage è entrato a pieno titolo nella prassi educativa e nelle scuole come attività ricreativa e formativa. Anche se viene considerata una pratica moderna e d'avanguardia, risulta essere un'attività ludica antichissima. Risultati significativi sono stati ottenuti nelle scuole viennesi materne ed elementari dal Cizek. Le sue modalità utilizzate sono quella della incollatura di ritagli di forma e misura e colore diversi oppure di ritagli di uguale forma e dimensione.

## Collagisti famosi
- Gaetano Ognibene
- Franco Asinari
- Johannes Baader
- Johannes Theodor Baargeld
- Nick Bantock
- Amadeo de Souza Cardoso
- V. Balu
- Romare Bearden
- Peter Blake
- Guy Bleus
- Umberto Boccioni
- Rita Boley Bolaffio
- Georges Braque
- Alberto Burri
- Cosimo Canelles
- Reginald Case
- Joseph Cornell
- Albina e Giuseppina Coroneo
- Philippe Derome
- Mario De Donà
- Jim Dine
- Arthur G. Dove
- Marcel Duchamp
- Max Ernst
- Gilbert Garcin
- Juan Gris
- George Grosz
- Raymond Hains
- Richard Hamilton
- Raoul Hausmann
- John Heartfield
- Damien Hirst
- Hannah Höch
- David Hockney
- Istvan Horkay
- Ray Johnson
- Jiří Kolář
- Lee Krasner
- Lennie Lee
- Gid London
- Kazimir Severinovič Malevič
- Conrad Marca-Relli
- Eugene J. Martin
- Henri Matisse
- John McHale
- Robert Motherwell
- Joseph Nechvatal
- Robert Nickle
- Fred Otnes
- Pablo Picasso
- Francis Picabia
- Robert Rauschenberg
- Man Ray
- Larry Rivers
- Angelo Rognoni
- Mimmo Rotella
- Philipp Otto Runge
- Esmeralda Ruspoli
- Anne Ryan
- Kurt Schwitters
- Gino Severini
- Daniel Spoerri
- Jonathan Talbot
- Lenore Tawney
- Cecil Touchon
- Scott Treleaven
- Jacques Villeglé
- Kara Walker
- Tom Wesselmann
- Gian Carlo Riccardi